# Oh Yeah (Charles Mingus)
Oh Yeah è un album discografico del musicista e compositore jazz Charles Mingus pubblicato dalla Atlantic Records nel 1962.

## Descrizione
Il disco è stato registrato nel 1961, e vede Charles Mingus al pianoforte, invece che al contrabbasso. Charles Mingus canta inoltre in tre brani. 

## Tracce
Testi e musiche di Charles Mingus.
1. Hog Callin' Blues – 7:28
2. Devil Woman – 9:43
3. Wham Bam Thank You Ma'am – 4:47
4. Ecclusiastics – 6:59
5. Oh Lord Don't Let Them Drop That Atomic Bomb on Me – 5:43
6. Eat That Chicken – 4:41
7. Passions of a Man – 5:03

### Bonus track CD(1999)
La ristampa in CD della Rhino del 1999 include tre tracce bonus registrate nelle stesse sessioni (e pubblicate in precedenza nell'album Tonight at Noon nel 1965):
1. 'Old' Blues for Walt's Torin – 7:58
2. Peggy's Blue Skylight – 9:49
3. Invisible Lady – 4:48

Nel 1988 la Atlantic ha ristampato l'album in versione CD includendovi una sola traccia bonus, un estratto di 24 minuti di un'intervista a Mingus condotta da Nesuhi Ertegün. La versione integrale dell'intervista, della durata di 77 minuti, è stata inclusa nel bonus disc del box set Passions of A Man: The Complete Atlantic Recordings (1956-1961).

## Formazione e produzione
- Charles Mingus – pianoforte e voce
- Rahsaan Roland Kirk – flauto, sirena, sax tenore, manzello
- Booker Ervin – sax tenore
- Jimmy Knepper – trombone
- Doug Watkins – contrabbasso
- Dannie Richmond – batteria
- Nesuhi Ertegün – produzione
- Tom Dowd – ingegnere del suono
- Phil Iehle – ingegnere del suono